# Gu-Chu-Sum
Gu-Chu-Sum ist der Name einer 1991 in Dharmshala gegründeten Nichtregierungsorganisation ehemaliger tibetischer politischer Gefangener der Volksrepublik China. Die Silben Gu, Chu und Sum beziehen sich hierbei auf die Monate September (9), Oktober (10) und März (3), da in diesen Monaten – am  27. September 1987, am 1. Oktober 1987 und am 5. März 1988 – in Lhasa drei Demonstrationen für die Unabhängigkeit Tibets stattgefunden haben.
Gu-Chu-Sum hat 430 Mitglieder, die ehemalige politische Gefangene im Exil, sowie politische Gefangene in Tibet unterstützen. Die Organisation veröffentlicht jährlich Berichte über die Situation politischer Gefangener in Tibet, sowie die Political Activist Ebooks mit Biografien politischer Aktivisten.